# Axel Paulsen
Axel Rudolf Paulsen (Oslo, 18 luglio 1855 – 1938) è stato un pattinatore artistico su ghiaccio e pattinatore di velocità su ghiaccio norvegese, dedito sia al pattinaggio di velocità sia al pattinaggio di figura, inventore del salto che da lui prese il nome di axel.

## Carriera
Nel corso del decennio degli anni ottanta del XIX secolo, Paulsen si affermò come uno dei più forti pattinatori di velocità del mondo. Gareggiò da professionista sia in Europa sia in Nord America; secondo alcune fonti, fu il primo pattinatore europeo a partecipare a competizioni oltreoceano. Stabilì primati mondiali ufficiosi su diverse distanze:
- 1880: 5000 metri in 11'11"
- 1885: 1 miglio inglese in 3'26"4
- 1885: 10 miglia inglesi in 39'07"4
- 1886: 1 miglio inglese 3'05"4
- 1886: 3 miglia inglesi in 10'33"
- 1889: 20 miglia 1h09m15s

I tempi di Paulsen non ebbero riconoscimento ufficiale come record del mondo poiché l'International Skating Union (ISU), la federazione internazionale del pattinaggio, fu fondata successivamente nel 1892. 
Paulsen fu un innovatore del pattinaggio di velocità. Fu il primo a farsi costruire pattini interamente in metallo, eliminando la parte in legno montata tra la lama e la scarpa. Adottò lame più lunghe e più sottili rispetto a quelle usate fino ad allora. Per più di cent'anni il metodo di costruzione dei pattini da corsa su ghiaccio non subì modifiche significative rispetto a quello introdotto da Paulsen.

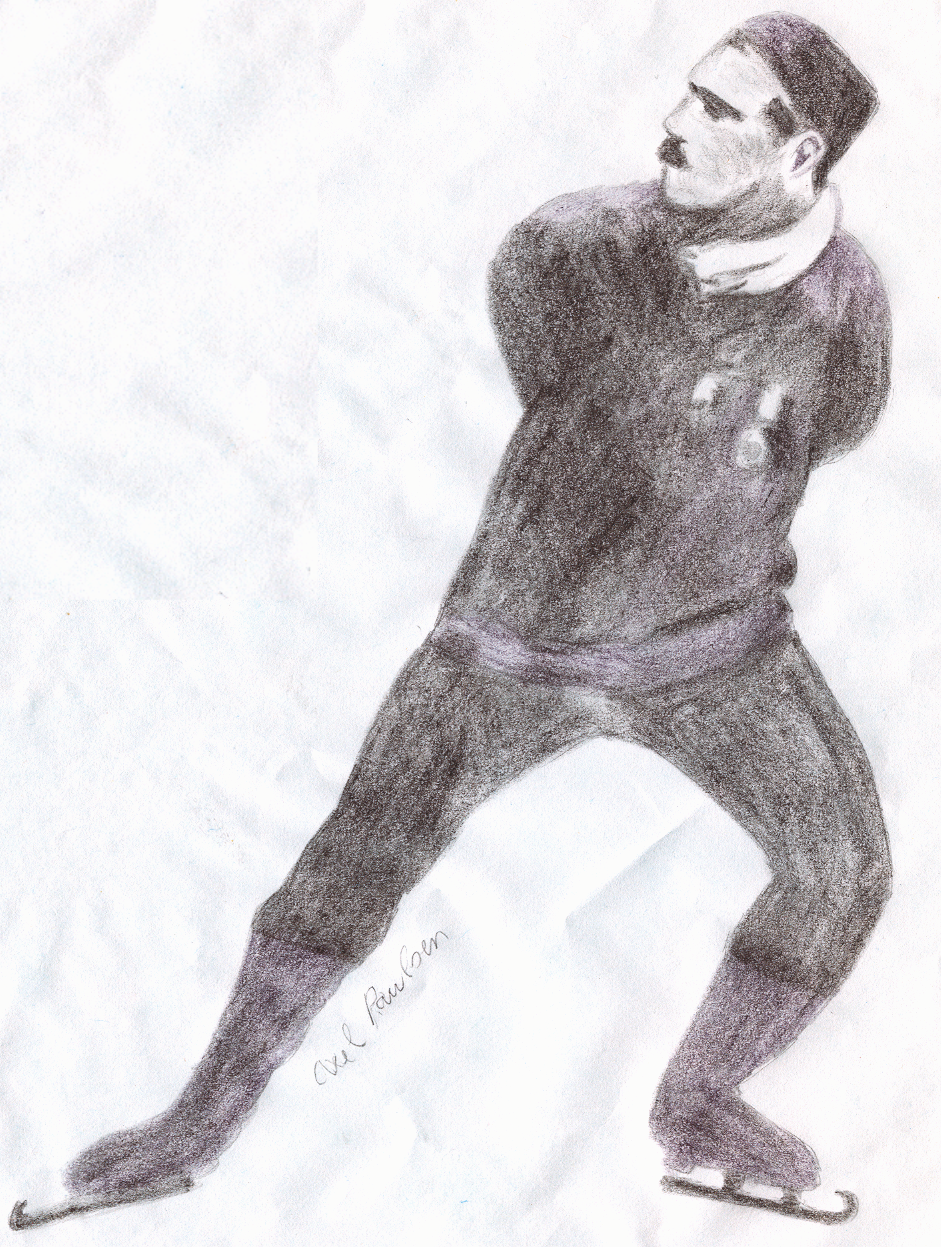
Ritratto di Axel Paulsen

Nel 1882 prese parte alla prima competizione internazionale di pattinaggio di figura a Vienna. Non si trattava del primo campionato del mondo di pattinaggio di figura, come riportano alcune fonti, poiché i campionati mondiali di pattinaggio di figura vennero istituiti solo nel 1896. Gareggiando su pattini da velocità, si classificò al terzo posto dietro agli austriaci Leopold Frey e Eduard Engelmann jr.. In quell'occasione il norvegese eseguì per la prima volta in competizione un salto di sua invenzione: prendendo velocità su un filo esterno destro indietro, uscì verso sinistra rimanendo su un filo esterno sinistro avanti, poi lanciò in aria la gamba destra per dare slancio e direzione alla rotazione, eseguì un giro e mezzo in aria, poi atterrò sul filo esterno destro indietro. La figura venne inizialmente battezzata "salto Axel Paulsen", ma è poi diventata celebre semplicemente come Axel.
Fu tra i promotori della creazione del Norske Skøytemuseum, il museo norvegese del pattinaggio di Oslo, a cui donò nel 1914 la sua collezione di premi, attrezzature e altri oggetti legati al pattinaggio.
Nel 1976 fu inserito nella World Figure Skating Hall of Fame, la hall of fame internazionale del pattinaggio di figura.
Secondo quanto riportato nell'Aschehoug og Gyldendals Store norske leksikon, Axel Paulsen era fratello del compositore Alfred Paulsen, nato ad Oslo ed emigrato poi negli Stati Uniti, autore di Norge, mitt Norge (Norvegia, mia Norvegia), brano molto popolare nei repertori dei cori norvegesi.